# 1222
1222 (MCCXXII) var ett normalår som började en lördag i den julianska kalendern.

## Händelser

### Augusti
- 1 augusti – Erik Eriksson väljs till kung av Sverige sedan Johan Sverkersson har avlidit 10 mars.

### Okänt datum
- Erik utfärdar ett skyddsbrev för nunnorna i Byarums kloster i Småland.
- Påvens utsände, Gregorius de Crescentio, besöker Norden för att inspektera kyrkolivet.
- Andreas II av Ungern proklamerar den "gyllene bullan", vilken blir grundvalen för Ungerns författning.
- Marburg får stadsrättigheter.

## Födda
- 16 februari – Nichiren, japansk buddhistmunk, grundade Nichiren-buddhismen.

## Avlidna
- 10 mars – Johan Sverkersson, kung av Sverige sedan 1216 (död på Näs slott).
- 23 juni – Konstantia av Aragonien, Ungerns drottning 1198–1204.